# Scyphonychium multiflorum
Scyphonychium multiflorum är en kinesträdsväxtart som beskrevs av Ludwig Radlkofer. Scyphonychium multiflorum ingår i släktet Scyphonychium och familjen kinesträdsväxter. Inga underarter finns listade i Catalogue of Life.